# Hydroxylgruppe
En hydroxygruppe er en organisk funktionel gruppe som findes i alkoholer; andre stofklasser kan også indeholde hydroxygrupper, hvis de indeholder andre funktionelle grupper med højere prioritet for navngivning end hydroxygruppen. Hydroxygrupper indgår ligeledes i kulhydrater, der er aldehyder eller ketoner med mange hydroxygrupper. Hydroxygruppen består af to atomer: ilt og brint. Iltatomet har en kovalent binding til brintatomet og en til resten af molekylet. Hydroxygruppen danner hydrogenbindinger. Hydroxygrupper findes dog også i andre stoffer, som f.eks. DNA og RNA.
| Kemi | Spire Denne artikel om kemi er en spire som bør udbygges. Du er velkommen til at hjælpe Wikipedia ved at udvide den. |